# 西府站

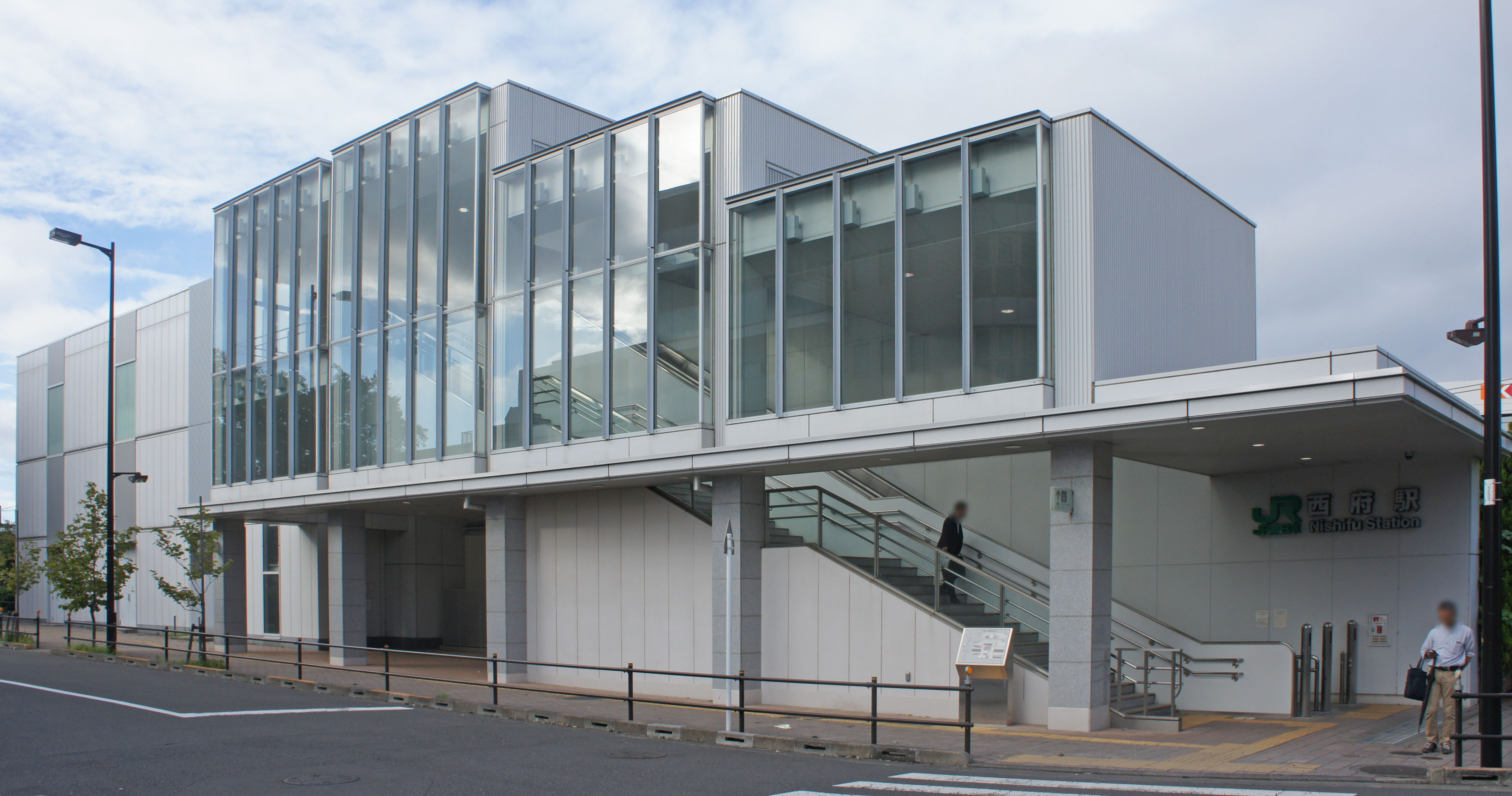
南口（2019年9月）

西府站（日语：／ Nishifu eki */?）是一個位於東京都府中市本宿町一丁目，屬於東日本旅客鐵道（JR東日本）南武線的鐵路車站。車站編號是JN 22。

## 車站結構
對向式月台2面2線的地面車站，設有與自由通道連成一體的跨站式站房。

### 月台配置
| 月台 | 路線   | 方向 | 目的地                   |
| ---- | ------ | ---- | ------------------------ |
| 1    | 南武線 | 上行 | 府中本町、登戶、川崎方向 |
| 2    | 南武線 | 下行 | 西國立、立川方向         |

（來源：JR東日本:車站構內圖 （页面存档备份，存于））

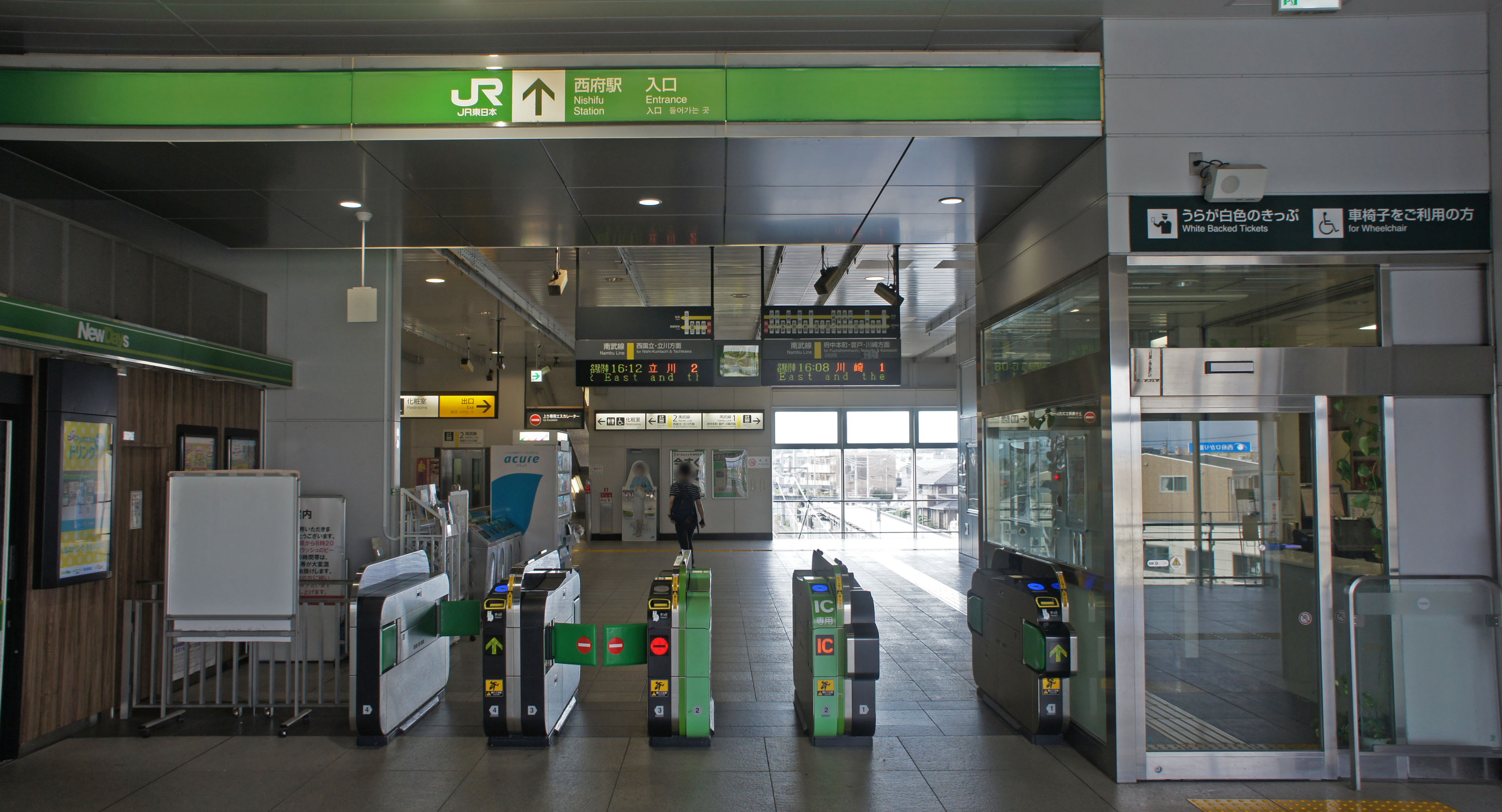
閘口（2019年9月）
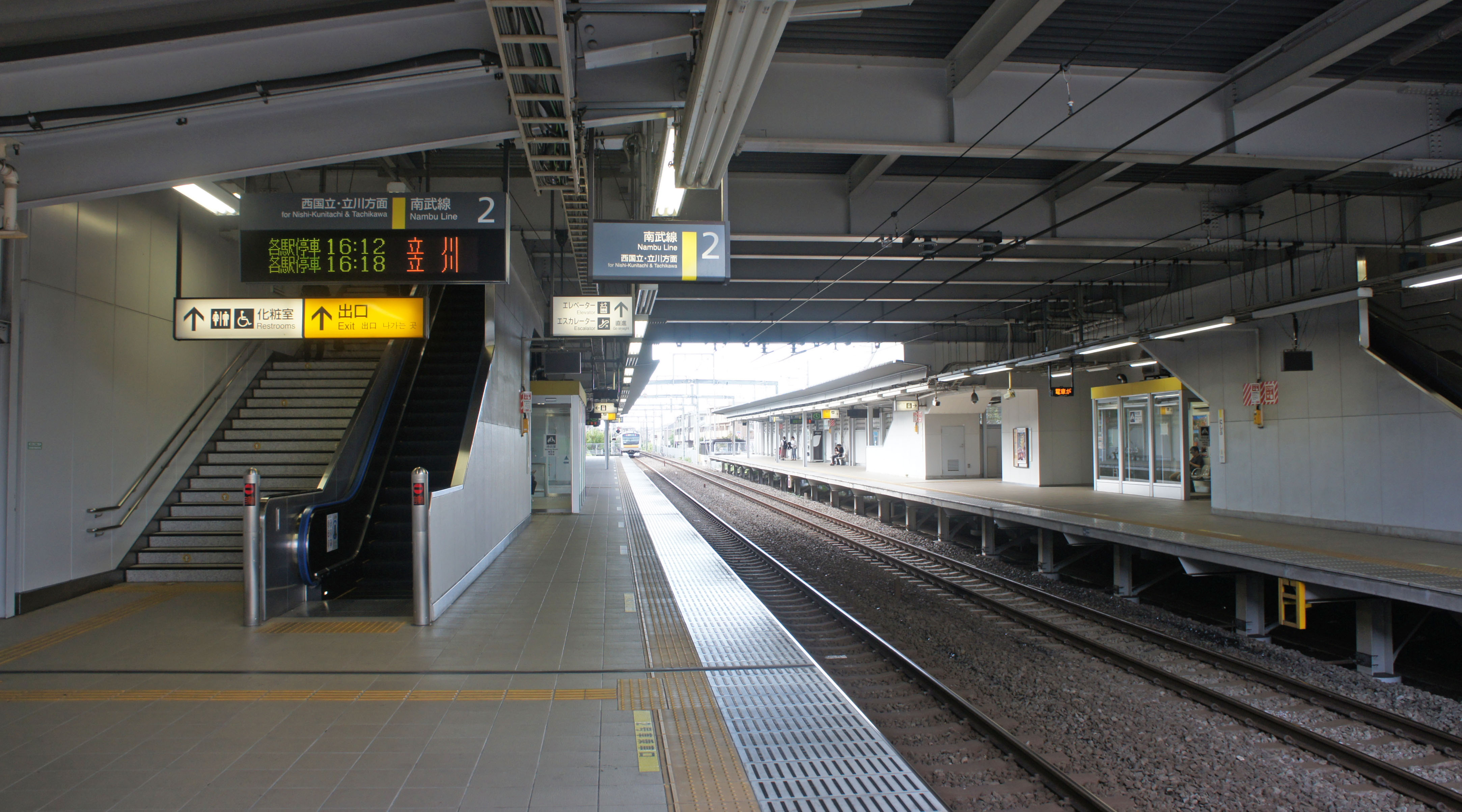
月台（2019年9月）

## 使用情況
2019年（令和元年）度的1日平均上車人次為10,664人。
開業以後的1日平均上車人次的推移如下表。
| 年度               | 1日平均上車人次 | 1日平均上車人次 | 1日平均上車人次 | 1日平均上車人次   |
| 年度               | 定期外          | 定期            | 合計            | 來源              |
| ------------------ | --------------- | --------------- | --------------- | ----------------- |
| 2008年（平成20年） |                 |                 | 6,387           | [ 東京都統計 1 ]  |
| 2009年（平成21年） | 2,269           | 4,378           | 6,647           | [ 東京都統計 2 ]  |
| 2010年（平成22年） | 2,412           | 5,263           | 7,675           | [ 東京都統計 3 ]  |
| 2011年（平成23年） | 2,479           | 5,725           | 8,205           | [ 東京都統計 4 ]  |
| 2012年（平成24年） | 2,739           | 6,288           | 9,027           | [ 東京都統計 5 ]  |
| 2013年（平成25年） | 2,816           | 6,913           | 9,730           | [ 東京都統計 6 ]  |
| 2014年（平成26年） | 2,874           | 7,263           | 10,137          | [ 東京都統計 7 ]  |
| 2015年（平成27年） | 2,919           | 7,341           | 10,261          | [ 東京都統計 8 ]  |
| 2016年（平成28年） | 2,891           | 7,387           | 10,278          | [ 東京都統計 9 ]  |
| 2017年（平成29年） | 2,863           | 7,384           | 10,248          | [ 東京都統計 10 ] |
| 2018年（平成30年） | 2,899           | 7,460           | 10,359          | [ 東京都統計 11 ] |
| 2019年（令和元年） | 2,869           | 7,794           | 10,664          |                   |

## 相鄰車站
東日本旅客鐵道（JR東日本）
 南武線
■快速
通過
■各站停車
分倍河原（JN 21）－西府（JN 22）－谷保（JN 23）

### 使用情況
JR1日平均使用人數
1. ↑  各駅の乗車人員 （页面存档备份，存于） - JR東日本

JR的統計資料
1. ↑  府中市統計書 （页面存档备份，存于） - 府中市

JR東日本2008年度以後的上車人次
1. ↑  各駅の乗車人員（2008年度） （页面存档备份，存于） - JR東日本
2. ↑  各駅の乗車人員（2009年度） （页面存档备份，存于） - JR東日本
3. ↑  各駅の乗車人員（2010年度） （页面存档备份，存于） - JR東日本
4. ↑  各駅の乗車人員（2011年度） （页面存档备份，存于） - JR東日本
5. 1 2 3  各駅の乗車人員（2012年度） （页面存档备份，存于） - JR東日本
6. 1 2 3  各駅の乗車人員（2013年度） （页面存档备份，存于） - JR東日本
7. 1 2 3  各駅の乗車人員（2014年度） （页面存档备份，存于） - JR東日本
8. 1 2 3  各駅の乗車人員（2015年度） （页面存档备份，存于） - JR東日本
9. 1 2 3  各駅の乗車人員（2016年度） （页面存档备份，存于） - JR東日本
10. 1 2 3  各駅の乗車人員（2017年度） （页面存档备份，存于） - JR東日本
11. 1 2 3  各駅の乗車人員（2018年度） （页面存档备份，存于） - JR東日本
12. 1 2 3  各駅の乗車人員（2019年度） （页面存档备份，存于） - JR東日本

東京都統計年鑑
1. ↑  .   [2018-02-03]. （原始内容存档于2017-07-29）.
2. ↑  .   [2018-02-03]. （原始内容存档于2016-03-26）.
3. ↑  .   [2018-02-03]. （原始内容存档于2016-03-27）.
4. ↑  .   [2018-02-03]. （原始内容存档于2016-03-25）.
5. ↑  .   [2018-02-03]. （原始内容存档于2016-03-27）.
6. ↑  平成25年[永久]
7. ↑  .   [2018-02-03]. （原始内容存档于2017-07-30）.
8. ↑  .   [2018-02-03]. （原始内容存档于2018-11-09）.
9. ↑  .   [2020-07-30]. （原始内容存档于2019-05-02）.
10. ↑  .   [2020-07-30]. （原始内容存档于2019-12-03）.
11. ↑  .   [2020-07-30]. （原始内容存档于2020-08-04）.

## 外部連結
- 車站資訊（西府）：東日本旅客鐵道